# Leagros (Ephebe)

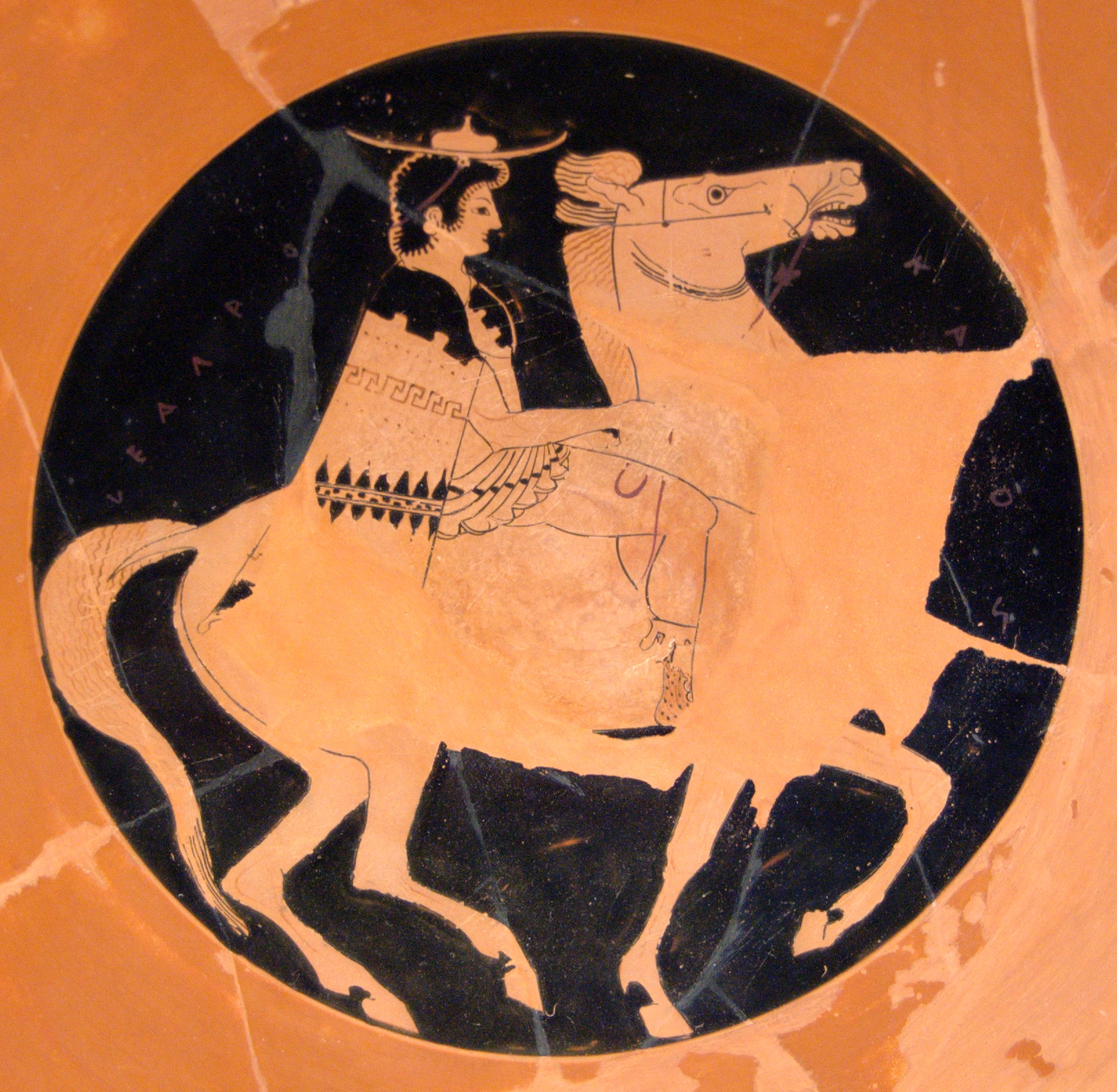
Reiter. Inschrift: ΛΕΑΓΡΟ[Σ] ΚΑ[Λ]ΟΣ (»Leagros ist schön«). Tondo einer attischen rotfigurigen Kylix des Töpfers Kachrylion und des Vasenmalers Euphronios, um 510/500 v. Chr. Aus Vulci, heute in den Staatlichen Antikensammlungen in München.

Leagros war ein Grieche, der als Jüngling am Ende des 6./Anfang des 5. Jahrhunderts v. Chr. beliebtes Motiv rotfigurigen Vasenmaler war. Leagros war bevorzugter Ephebe des berühmten Malers Euphronios und der nach ihm benannten Leagros-Gruppe. Euphronios’ Schüler Smikros stellte ihn sogar um den Jüngling werbend auf einer Vase dar. Auch der Maler Onesimos zeichnete den Epheben. Leagros ist nicht selten auch inschriftlich auf Vasen belegt.
Leagros war einer der jungen Männer, der in der sich herausbildenden athenischen Gesellschaft als Symbol eines neuen Menschen fungierte. Die Zuneigung eines reifen Mannes zu einem Jüngling wurde als Zeichen der menschlichen, freien Entfaltung angesehen. Vielfach wird er mit dem Politiker und Militär Leagros identifiziert.
| Personendaten    | Personendaten          |
| ---------------- | ---------------------- |
| NAME             | Leagros                |
| KURZBESCHREIBUNG | griechisches Modell    |
| GEBURTSDATUM     | 6. Jahrhundert v. Chr. |
| STERBEDATUM      | 5. Jahrhundert v. Chr. |